# Psalistops opifex
Psalistops opifex är en spindelart som först beskrevs av Simon 1889.  Psalistops opifex ingår i släktet Psalistops och familjen Barychelidae.
Artens utbredningsområde är Venezuela. Inga underarter finns listade i Catalogue of Life.